# اندرور شمالی (ماساچوست)
اندرور شمالی(به انگلیسی: North Andover) شهرکی در شهرستان اسکس ایالت ماساچوست می‌باشد که در سال ۱۸۵۵ بنیان‌گذاری شده‌است. این شهرک در سرشماری سال ۲۰۱۰ میلادی، ۲۸٬۳۵۲ نفر جمعیت داشته‌است.